# Elbach
Elbach je občina v departmaju Haut-Rhin francoske regije Alzacija.
Leta 1990 je v občini živelo 256 oseb oz. 81 oseb/km².